# Tranvía de Argel
El Tranvía de Argel es una red de metro ligero que recorre la ciudad de Argel (Argelia) conectando la zona este con el centro.

## Estaciones
|  |   |  | Estaciones                        | Comunas         | Partidos                           |
|  | - |  | --------------------------------- | --------------- | ---------------------------------- |
|  | ■ |  | Les Fusillés (métro d'Alger)      | Hussein Dey     | Les Fusillés (métro d'Alger)       |
|  | • |  | Les Fusillés                      | Hussein Dey     |                                    |
|  | • |  | Tripoli-Thaalibia                 | Hussein Dey     |                                    |
|  | • |  | Tripoli-Mosquée                   | Hussein Dey     | Gare de Hussein Dey                |
|  | • |  | Tripoli-Hamadache                 | Hussein Dey     |                                    |
|  | • |  | Tripoli-Maqqaria                  | Hussein Dey     |                                    |
|  | • |  | Gare du Caroubier                 | Hussein Dey     | Gare du Caroubier                  |
|  | • |  | La Glacière                       | El Harrach      |                                    |
|  | • |  | Pont El Harrach                   | El Harrach      |                                    |
|  | • |  | Bellevue                          | El Harrach      |                                    |
|  | • |  | Bekri Bougerra                    | El Harrach      |                                    |
|  | • |  | Cinq Maisons                      | Mohammadia      |                                    |
|  | • |  | Foire d'Alger                     | Mohammadia      |                                    |
|  | • |  | Les Pins                          | Mohammadia      |                                    |
|  | • |  | Tamaris                           | Mohammadia      |                                    |
|  | • |  | Cité Mokhtar Zerhouni             | Mohammadia      |                                    |
|  | • |  | Estación de Yahia Boushaki        | Bab Ezzouar     |                                    |
|  | • |  | Université de Bab Ezzouar (USTHB) | Bab Ezzouar     |                                    |
|  | • |  | Rabia Tahar (métro d'Alger)       | Bab Ezzouar     | Rabia Tahar (métro d'Alger) (2023) |
|  | • |  | Bab Ezzouar - Le Pont             | Bab Ezzouar     |                                    |
|  | • |  | Cité universitaire - CUB1         | Bab Ezzouar     |                                    |
|  | • |  | Cité 8 mai 1945                   | Bab Ezzouar     |                                    |
|  | • |  | Cité Clair Matin                  | Bordj El Kiffan |                                    |
|  | • |  | Bordj El Kiffan - Lycée           | Bordj El Kiffan |                                    |
|  | • |  | Borfj El Kiffan - Centre          | Bordj El Kiffan |                                    |
|  | • |  | Bordj El Kiffan - Polyclinique    | Bordj El Kiffan |                                    |
|  | • |  | Mouhous                           | Bordj El Kiffan |                                    |
|  | • |  | Mimouni Hamoud                    | Bordj El Kiffan |                                    |
|  | • |  | Ben Merabet                       | Bordj El Kiffan |                                    |
|  | • |  | Ben Redouane                      | Bordj El Kiffan |                                    |
|  | • |  | Ben Merred                        | Bordj El Kiffan |                                    |
|  | • |  | Sidi Dris                         | Bordj El Kiffan |                                    |
|  | • |  | Benzerga                          | Bordj El Kiffan |                                    |
|  | • |  | Café Chergui                      | Bordj El Bahri  |                                    |
|  | • |  | Faculté Biomédicale               | Bordj El Bahri  |                                    |
|  | • |  | Dergana Cité Diplomatique         | Bordj El Bahri  |                                    |
|  | ■ |  | Dergana Centre                    | Bordj El Bahri  |                                    |
|  |   |  |                                   |                 |                                    |

## Portales
- Portal:Argelia. Contenido relacionado con Argelia.
- Portal:África. Contenido relacionado con África.
- Portal:Transportes. Contenido relacionado con Transportes.

- Datos: Q1688502
- Multimedia: Trams in Algiers / Q1688502